# Jean Lionnet (écrivain)
Pour les articles homonymes, voir Jean Lionnet et Lionnet.

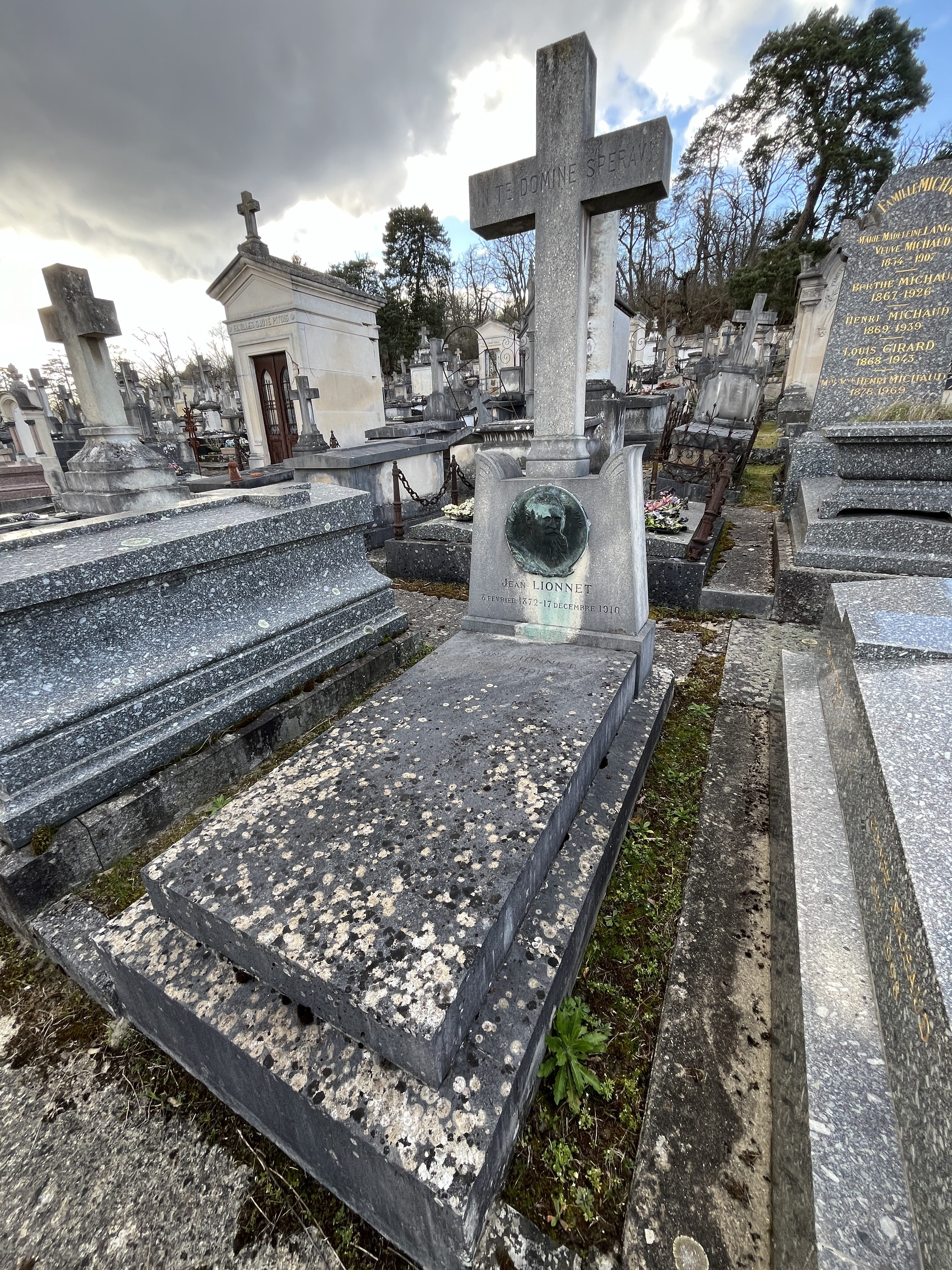
Sépulture de Jean Lionnet au cimetière de Fontainebleau.

Jean Joseph Lionnet (Paris, 8 février 1872 - Nice, 17 décembre 1910) est un écrivain français, propagandiste de l’émigration française au Canada.

## Biographie
Courtier d'assurance, Président-fondateur de la Société La Canadienne dont le but est de favoriser l'émigration français au Canada, il part du Havre le 21 mai 1906 sur un bateau d'émigrants pour vérifier ses théories. Il arrive à Québec le 1er juin puis visite Montréal, Ottawa où il rencontre Wilfrid Laurier puis Winnipeg où il observe les exploitations agricoles françaises de Fannystelle, Saint-Claude et du Lac-aux-Canards. 
Il emprunte ensuite le Canadien Pacifique, passe à Regina, Edmonton et Calgary, traverse les Rocheuses, faisant halte notamment à Banff, Field (dans le parc national de Yoho) et Glacier, puis visite Vancouver avant de regagner l'Europe. 
En 1909, il fait un autre voyage à Panama dont il tire son roman Les Dieux d'or.
Lionnet est le père de Claude Renaudy, pseudonyme de Paule Lionnet.
Décédé à Nice en décembre 1910, sa tombe, au cimetière de Fontainebleau, comporte un médaillon en bronze de François-Raoul Larche.

## Œuvres
Collaborateur de la Revue des poètes, on lui doit :
- Un évêque social : Ketteler, Paris, P.-J. Béduchaud, 1903

Prix Juteau-Duvigneaux de l’Académie française en 1904
- L'évolution des idées chez quelques-uns de nos contemporains, 2 vols., 1903-1905
- Chez les Français du Canada : les émigrants, Québec, Montréal, Ottawa, le Grand Ouest, Vancouver, 1908.

Prix Sobrier-Arnould de l’Académie française en 1909
- Les Dieux d'or, 1910
- Poèmes, Plon, 1913